# Décès en 1345
Décès
- 1341
- 1342
- 1343
- 1344
- 1345
- 1346
- 1347
- 1348
- 1349

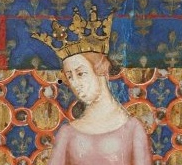
Sancia de Majorque, morte en 1345.

Cette page dresse une liste de personnalités mortes au cours de l'année 1345 :
- 15 janvier : Martin Zaccaria, seigneur de Chios et baron de la principauté d'Achaïe.
- 19 janvier : Raoul Ier de Brienne, comte d'Eu et comte de Guisnes.
- 2 février : Louis de Hesse, membre de la maison de Hesse.
- 19 février : Siemovit II de Rawa, duc de Varsovie et de Liw, duc de Rawa et régent du duché de Płock.
- 25 mars : Henry de Lancastre, 3e comte de Leicester et de Lancastre.
- 7 avril : Philippe de Melun, évêque de Châlons puis archevêque de Sens.
- mai : Ettore da Panigo, condottiere italien.
- 1er mai : Pérégrin Laziosi, religieux servite italien, reconnu comme saint par l'Église catholique.
- 11 juin : Alexis Apokaukos, grand duc et dignitaire de l'empereur byzantin Andronic III Paléologue, puis principal ministre d'Anne de Savoie, régente de Jean V Paléologue.
- 7 juillet : Momchil, bandit et dirigeant local bulgare.
- 17 ou 24 juillet : Jacob van Artevelde, bourgeois belge.
- 28 juillet : Sancia de Majorque, ou Sancha d'Aragon, reine consort de Naples et  duchesse consort de Calabre.
- 23 août : Otto von Wolfskeel, prince-évêque de Wurtzbourg.
- 18 septembre : André de Hongrie, ou André Ier de Naples, roi consort de Naples.
- 26 septembre :
  - Jean de Montfort, ou Jean de Bretagne, comte de Montfort-l'Amaury, comte de Richmond puis duc de Bretagne.
  - Guillaume II de Hainaut, ou Guillaume II d'Avesnes, comte de Hainaut, de Hollande et de Zélande (sous le nom de Guillaume IV).
- 16 octobre : Gautier III d'Enghien, chevalier brabançon, seigneur d'Enghien.
- 31 octobre : Guillaume de Thieuville, évêque de Coutances.
- 3 novembre : Pierre Ier de Dreux, seigneur de Montpensier, d'Aigueperse, de Herment, de Château-du-Loir, de Saint-Valery, de Gamaches, d'Ault, de Dommart, de Bernarville et de Saint-Maurice.
- 13 novembre : Constance de Castille.

- Marsilietto da Carrara, seigneur de Padoue.
- Ubertino da Carrara, condottiere de Padoue.
- Dalmau de Banyuls, condottiere, gouverneur, capitaine général, lieutenant du Roi de Majorque.
- Constance de Castille, reine consort de Castille et de León.
- Mokuan Reien, peintre japonais.
- As-Sâlih `Imâd ad-Dîn Ismâ`îl, sultan mamelouk bahrite d’Égypte.

## Crédit d'auteurs
- Cet article est partiellement ou en totalité issu de l'article intitulé « 1345 » (voir la liste des auteurs).